# Xylocopa kerri
Xylocopa kerri là một loài Hymenoptera trong họ Apidae. Loài này được Cockerell mô tả khoa học năm 1929.